# Años 400
Los años 400 o década del 400 empezó el 1 de enero del 400 y terminó el 31 de diciembre del 409.

## Acontecimientos
- 400: Posible aparición de los Jutos y los Turingios.
- 401: San Inocencio I sucede a San Anastasio I como papa.
- 401-405: el poeta hispano latino Prudencio escribe sus obras.
- 408-409: Penetración de suevos, vándalos y alanos en Hispania. Dídimo y Veriniano intentan cerrar el paso de los Pirineos a los ejércitos del usurpador Constantino III.[1]
- 408-410: Los visigodos de Alarico I atacan Roma y la saquean.
- Hermerico se convierte en 409 el primer rey de los suevos en Hispania, se ignora el nombre de su predecesor; gobernará hasta el año 438.